# Kik Tracee
I Kik Tracee furono un gruppo hair metal nato a Los Angeles, California nel 1988.

## Storia
I Kik Tracee furono una hair metal band di Los Angeles nata nel 1988. La formazione era composta da Stephen Shareaux (voce), Michael Marquis (chitarra), Gregory Hex (chitarra), Rob Grad (basso) e Johnny Douglas (batteria).
Trovarono un accordo con la BMG/MCA Records sotto il management di Sharon Osbourne. Debuttarono nel 1991 con l'album No Rules prodotto da Dana Strum (ex bassista dei Vinnie Vincent Invasion e Slaughter). L'album conteneva anche la cover dei Simon & Garfunkel "Mrs. Robinson". Hanno avuto una breve apparizione al programma Headbangersball su MTV intervistati da Riki Rachtman. L'anno successivo realizzano l'EP Field Trip con un nuovo produttore, Chris Goss, che segna un cambiamento nel suono del gruppo con aggiunta di elementi funk e blues rispetto all'esordio.
Il secondo full-length era in fase di produzione, quando la loro etichetta scaricò la band. Poco dopo, Shareaux divenne un candidato per entrare dei Mötley Crüe a sostituzione di Vince Neil, anche perché la ragazza di Shareaux era amica della moglie di Nikki Sixx. I Crue però scelsero John Corabi, e Shareaux deciderà in ogni caso di abbandonare il progetto dei Kik Tracee nel 1993.
Shareaux raggiunse i Flipp prima di fondare una band psychedelic chiamata Revel 8. I Kik Tracee furono uno dei tanti dimenticati gruppi sleaze/glam metal dell'ultimo periodo e crollati a causa del nuovo fenomeno grunge che cambiò le direzioni musicali dell'epoca.

## Formazione
- Stephen Shareaux - voce
- Michael Marquis - chitarra
- Gregory Hex - chitarra
- Rob Grad - basso
- Johnny Douglas - batteria

## Discografia

### Album in studio
- 1991 - No Rules

### EP
- 1992 - Field Trip